# Museo delle culture (Milano)
Il Museo delle Culture (Mudec) di Milano è un museo e polo espositivo inaugurato nel 2015, in concomitanza con Expo, dedicato alla valorizzazione e alla ricerca interdisciplinare sulle culture del mondo. Nel Mudec hanno trovato collocazione i reperti e le collezioni delle Raccolte extraeuropee del Castello Sforzesco. Gli spazi del museo costituiscono inoltre un polo espositivo per mostre ed eventi temporanei, organizzati sia dal Comune di Milano che dal concessionario 24 ORE Cultura. Da febbraio 2022 il museo costituisce inoltre il centro dell'Area Museo delle Culture, Progetti interculturali e Arte nello Spazio Pubblico. 

## Storia e descrizione
Il progetto del museo ha origine a partire dai primi anni novanta, quando il comune di Milano decide di acquistare e riqualificare gli stabilimenti dell'ex acciaieria Ansaldo, nel quartiere di porta Genova, allo scopo di trasformare l'area industriale ormai dismessa in un polo multidisciplinare destinato ad attività culturali. In questo contesto prende corpo l'idea di costituire uno spazio espositivo in cui ricollocare le Raccolte extraeuropee dei musei civici di Milano. 
Queste collezioni etnografiche, raccolte a partire dai primi anni del Novecento negli spazi espositivi del Castello Sforzesco, subiscono infatti gravi danni durante un bombardamento avvenuto nell'agosto del 1943. Dopo la seconda guerra mondiale e a seguito del riallestimento pensato da Studio BBPR, le opere vengono conservate nei depositi del museo e mostrate al pubblico solo in occasione di alcune mostre temporanee. La costituzione del Mudec si propone quindi di ridare visibilità a un patrimonio culturale di particolare valore e significato rimasto sin dal dopoguerra inaccessibile al pubblico per carenza di spazi espositivi.
Nel 1999 venne lanciato dal comune di Milano un concorso internazionale per la progettazione del Mudec vinto l'anno successivo dallo studio dall'architetto britannico David Chipperfield. L'edificio, che occupa un'area di 17.000 mq, si sviluppa su due diversi piani. Il piano terra, destinato all'accoglienza dei visitatori, include lo Spazio delle Culture Khaled al-Asaad (principale sede delle attività del palinsesto di Milano Città Mondo e più in generale dell'Ufficio Reti e Cooperazione Culturale), una biblioteca specializzata, i depositi delle collezioni, un laboratorio di restauro e uno spazio dedicato all'infanzia e ai giovani visitatori (Mudec Junior). 
Il percorso espositivo vero e proprio è sviluppato all'interno del primo piano, articolato attorno a una grande piazza centrale coperta, l'Agorà, di forma quadrilobata. Tratto saliente dell'architettura è la contrapposizione fra le linee curve dello spazio di transito centrale e i volumi geometrici e regolari delle singole sale espositive, contrasto accentuato dalle diverse gradazioni di luce e colore dei diversi ambienti. Dall'Agorà è possibile raggiungere l'Auditorium, la Collezione Permanente e le mostre temporanee curate dal Comune di Milano (nello Spazio Focus) e dal concessionario 24 ORE Cultura. Dal 2018 un nuovo spazio espositivo è costituito da Mudec Photo. 
Il logo del museo, progettato nel 2015 da Studio FM Milano, è rappresentato da una "M" antropomorfa le cui variazioni grafiche rimandano alla diversità, grafica e culturale, delle raccolte stesse del museo.

## Collezioni
Le collezioni del Mudec raccolgono oltre 9000 fra opere d'arte e artigianato, oggetti quotidiani, tessuti e strumenti musicali provenienti da tutti i continenti del mondo e intendono fornire una rappresentazione della diversità assunta dalle culture dell'uomo nel tempo e nello spazio.
Fanno parte delle collezioni reperti delle originarie Raccolte extraeuropee del Castello Sforzesco, istituite nel 1838 dal Museo civico di storia naturale di Milano con oggetti provenienti da esplorazioni, missioni di alcuni ordini religiosi, donazioni di nobili famiglie milanesi e viaggi compiuti in epoca coloniale (come la collezione raccolta da Giuseppe Vigoni, senatore del Regno d'Italia e sindaco della città di Milano), di cui il museo riconosce esplicitamente le opere di spoliazione.
Nucleo fondante del patrimonio del museo sono le collezioni di arte e cultura dall'Oriente (provenienti in particolar modo da Cina e Giappone), dell'Africa e delle civiltà precolombiane. Integrate e allargate nel dopoguerra attraverso una politica di acquisizioni mirate, queste collezioni includono reperti di particolare pregio relativi alla produzione culturale e artistica di popoli e civiltà non europee in un arco cronologico che va dai primi secoli avanti Cristo fino al Novecento. 
Gli oggetti del museo includono una selezione della raccolta di Manfredo Settala, uno dei primi esempi di collezionismo di manufatti non europei in Italia, in comodato dalla Biblioteca Ambrosiana, che comprende esempi pregiati relativi all'ambito collezionistico dei naturalia (curiosità e reperti provenienti dal mondo animale, vegetale, minerale), artificialia (naturalia trasformati dall'uomo in modo mostruoso o artistico) e mirabilia ed exotica (naturalia ed artificialia capaci di suscitare stupore e meraviglia, espressione di culture lontane e sconosciute).
La collezione permanente è stata inaugurata il 28 ottobre 2015 con l'allestimento "Oggetti d'incontro"; un secondo allestimento, "Milano Globale. Il mondo visto da qui" è stato aperto il 16 settembre 2021 ed è attualmente visitabile. Per la collezione permanente del Mudec l'ingresso è gratuito.
È in corso la pubblicazione delle collezioni online. Repertori in aggiornamento sono disponibili sulle piattaforme Lombardia Beni Culturali, https://mebic.comune.milano.it/mebic/mudec/collezionimudec, e su Google Arts&Culture alla pagina dedicata al Mudec.

## Mostre temporanee
Accanto alle collezioni permanenti, il Mudec ospita esposizioni, mostre temporanee e installazioni site-specific volte ad arricchire l'offerta culturale del polo museale e la sua vocazione a dare visibilità alle varie manifestazioni della diversità culturale. Tra le esposizioni realizzate si ricordano:
| Mostra                                                                                      | Anno    |
| ------------------------------------------------------------------------------------------- | ------- |
| Mondi a Milano. Culture ed esposizioni, 1874-1940                                           | 2015    |
| Africa. La terra degli spiriti                                                              | 2015    |
| Oggetti d'incontro (Collezione Permanente)                                                  | 2015-20 |
| Milano Città Mondo #1: Eritrea/Etiopia                                                      | 2015-16 |
| A Beautiful Confluence. Anni e Josef Albers e l'America Latina                              | 2015-16 |
| Gauguin. Racconti dal paradiso                                                              | 2015-16 |
| Barbie. The Icon                                                                            | 2015-16 |
| Italiani sull'oceano. Storie di artisti nel Brasile moderno e indigeno alla metà del '900   | 2016    |
| Joan Mirò. La forza della materia                                                           | 2016    |
| Arte maori a Milano. Il salone ducale di George Nuku                                        | 2016    |
| Le avventure di un esploratore. Antonio Raimondi e la scoperta del Perù                     | 2016-17 |
| Jean-Michel Basquiat                                                                        | 2016-17 |
| Homo Sapiens. Le nuove storie dell'evoluzione umana                                         | 2016-17 |
| Milano Città Mondo #2: Cina. Chinamen. Un secolo di cinesi a Milano                         | 2017    |
| Kandinskij. Il cavaliere errante                                                            | 2017    |
| Dinosauri. Giganti dall'Argentina                                                           | 2017    |
| Rex and the City. I sauri e noi (IV secolo a.C. - XX secolo)                                | 2017    |
| Ahora Cuba. Italia e Cuba: possibilità a colori                                             | 2017    |
| Egitto. La straordinaria scoperta del faraone Amenofi II                                    | 2017-18 |
| Klimt Experience                                                                            | 2017-18 |
| Milano Città Mondo #3: Egitto. Egypt Room                                                   | 2017-18 |
| Eravamo cacciatori di teste. Riti, vita e arte delle popolazioni Asmat                      | 2017-18 |
| Frida Kahlo. Oltre il mito                                                                  | 2018    |
| Il sogno degli antenati. L'archeologia del Messico nell'immaginario di Frida Kahlo          | 2018    |
| Homes. Syrian stories through artists’ eyes                                                 | 2018    |
| Dal batik all'Art Nouveau. Il filo che unisce Oriente e Occidente                           | 2018    |
| Modigliani Art Experience                                                                   | 2018    |
| Javier Marín. Corpus                                                                        | 2018    |
| Capitani coraggiosi. L'avventura umana della scoperta (1906-1990)                           | 2018-19 |
| Se a parlare non resta che il fiume. Ambiente sensibile per le tribù della valle dell'Omo   | 2018    |
| Paul Klee. Alle origini dell'arte                                                           | 2018-19 |
| A Visual Protest. The Art of Banksy                                                         | 2018-19 |
| Steve McCurry. Animals                                                                      | 2018-19 |
| Milano Città Mondo #4: Perù. Storie in movimento. Italiani a Lima, peruviani a Milano       | 2019    |
| Roy Lichteinstein. Multiple Visions                                                         | 2019    |
| Liu Bolin. Visible Invisible                                                                | 2019    |
| Kokeshi. La tradizione artigianale del Tōhoku                                               | 2019    |
| Valerio Rocco Orlando. Dialogue with the Unseen                                             | 2019    |
| Impressioni d'Oriente. Arte e collezionismo tra Europa e Giappone                           | 2019-20 |
| Quando il Giappone scoprì l'Italia. Storie di incontri 1585-1890                            | 2019-20 |
| Elliott Erwitt. Family                                                                      | 2019-20 |
| Milano Città Mondo #5. La città delle donne                                                 | 2020    |
| Mi cama es un jardín                                                                        | 2020    |
| Andando via. Omaggio a Grazia Deledda                                                       | 2020    |
| Qhapaq Ñan. La grande strada Inca                                                           | 2021    |
| Robot. The Human Project                                                                    | 2021    |
| Tina Modotti. Donne, Messico e Libertà                                                      | 2021    |
| Luisa Menazzi Moretti. Io sono / I am                                                       | 2021    |
| Disney. L'arte di raccontare storie senza tempo                                             | 2021-22 |
| Milano globale. Il mondo visto da qui (Collezione Permanente)                               | 2021-   |
| Piet Mondrian. Dalla figurazione all'astrazione                                             | 2021-22 |
| TVBoy                                                                                       | 2021-22 |
| Henri Cartier-Bresson. Cina 1948-49 \| 1958                                                 | 2022    |
| Marc Chagall. Una storia di due mondi                                                       | 2022    |
| Milano Città Mondo #6. Identità globali. Nuovi archetipi di cittadinanza                    | 2022    |
| David LaChapelle. I Believe in Miracles                                                     | 2022    |
| La voce delle ombre. Presenze africane nell'arte dell'Italia settentrionale (XVI-XX secolo) | 2022    |
| Deutsche Bank Artist of the Year                                                            | 2022    |
| Macchu Picchu e gli imperi d'oro del Perù                                                   | 2022-23 |
| Robert Capa. Nella Storia                                                                   | 2022-23 |
| Norma Jeane. #OneLove                                                                       | 2022-23 |
| Cory Arcangel. Adobe Photoshop 2022 [...] - Installazione site-specific                     | 2023    |
| RAINBOW. Colori e meraviglie fra miti, arti e scienza                                       | 2023    |
| Dalì, Magritte, Man Ray e il Surrealismo. Capolavori dal Museo Boijmans van Beuningen       | 2023    |
| Muholi. A visual activist                                                                   | 2023    |
| Milano Città Mondo #2023. RAINBOW                                                           | 2023    |
| Deutsche Bank Artist of the Year. Doku Experience Center. Luyang                            | 2023    |
| Van Gogh pittore colto                                                                      | 2023-24 |
| Mariana Castillo Deball. Luce dietro tracce incompiute - Installazione site-specific        | 2023-24 |
| Rodin e la danza                                                                            | 2023-24 |
| Deloitte Photo Grant. Newsha Tavakolian. And they laughed at me                             | 2023-24 |
| Galleria dei donatori e dei restauri                                                        | 2023-24 |
| Picasso. La metamorfosi della figura                                                        | 2024    |
| Tatuaggio. Storie dal Mediterraneo                                                          | 2024    |
| EXPOSURE. Arte, culture, moda dentro e fuori la vetrina                                     | 2024    |